# 마루코정
마루코정(일본어: 丸子町)은 일본 나가노현 지사가타군에 설치되었던 정이다. 2006년 3월 6일, (구) 우에다시, 사나다정, 다케시촌과 합병해 (신) 우에다시가 되었다.

## 역사
- 1889년 4월 1일 - 정촌제 시행과 함께 가미마루코촌·나카마루코촌·시모마루코촌·고시고에촌의 구역으로 마루코촌이 성립하였다.
- 1912년 10월 30일 - 마루코촌이 정으로 승격해 마루코촌이 되었다.
- 1954년 10월 1일 - 히가시우치촌, 니시우치촌을 편입하였다.
- 1955년 4월 1일 - 요다촌, 나가세촌을 편입하였다.
- 1956년 9월 30일 - 시오카와촌을 편입하였다.
- 1956년 4월 1일 - 도부정의 일부를 편입하였다.
- 2006년 3월 6일 -  (구) 우에다시, 사나다정, 다케시촌과 합병해 (신) 우에다시가 성립하였다. 마루코 정사무소는 성립후 우에다 시청 마루코 지역 자치 센터로 개칭하였다.

## 교통

### 도로
- 국도 제152호선
- 국도 제254호선